# Шэнли
Нефтяное месторождение Шэнли (кит. упр. 胜利油田, пиньинь Shènglì yóutián) — второе по размеру нефтегазовое месторождение Китая. Расположено в городском округе Дунъин провинции Шаньдун. Открыто в 1961 году. Освоение началось в 1964 году. Начальные запасы нефти 1,5 млрд т.
Нефтегазоносность связана с отложениями палеогенового и неогенового возраста.
Оператором месторождение является китайская морская нефтяная компания CNOOC. Добыча нефти на месторождении в 2008 г. составила 27,74 млн тонн. В 2008 г. на них было добыто 770 млн м³ природного газа.